# Pevketi
Pevketi (grško: Πευκέτιοι [Peukétioi]) ali Pedikli, ilirsko pleme, ki je v antiki naseljevalo Apulijo na skrajnem jugovzhodu Apeninskega polotoka. Bili so eno od treh plemen, ki so tvorila japiško civilizacijo. Imeli so tri pomembna mesta: Canosa, Silvium in Bitonto. Sedanja sedanja prestolnica Apulije Bari je bila takrat nepomembna. 
Pevketi so se naselili v južni Italiji okoli leta 700 pr. n. št.. Možno je tudi, da so se skupaj z Davni in Mesapi priselili že v 11. stoletju pr. n. št.. V 4. stoletju pr. n. št. je Pevkete podjarmila Rimska republika.
Z naraščajočo helenizacijo pokrajine je Dionizij iz Halikarnasa začel trditi, da je njihov eponimni prednik Pevket sin arkadijskega kralja Likaona, ki se je po očetovi delitvi Peloponeza med dvaindvajset sinov skupaj z najmlajšim bratom Enotrom preselil v Italijo. To naj bi se zgodilo že dolgo pred trojansko vojno. Sodobni pisci na mit gledajo kot na globoko prepričanje Grkov, da so bili Pevketi kulturni del, čeprav majhen, Velike Grčije (grško: Μεγάλē Ελλάς [Megále Ellás]).
Herodot je zapisal povsem drugačno izročilo, ki pravi, da so po smrti kretskega kralja Minosa vsi Krečani, razen Polihnitov in Praisianov, odpluli v Sikanijo (Sicilijo) in pet let oblegali Kamikus. Po neuspelem obleganju so morali zaradi lakote zapustiti Sikanijo in se odpraviti domov. Na morju jih je ob obali kasnejše Japigije zajelo hudo neurje in jih vrglo na obalo. Njihove ladje so se razbile, zato se niso mogli vrniti na Kreto. Ustanovili so mesto Hirija in se iz Krečanov preimenovali v Japige.
Strabon jih je umestil severno od Kalabrov in dodal: »Imen Pevketi in Davni staroselci sploh niso uporabljali, razen v davni preteklosti«. V Strabonovih časih so bili na tem ozemlju naseljeni samo še ostanki nekdanjih Pevketov, edina povezava med Brindisijem in Beneventom  pa je bila samo še ozek kolovoz. Strabonovo delitev na Davne, Pevkete in Mesape, ki so vsi govorili mesapski jezik, potrjuje predrimska keramika. Pevceti so imeli dvanajst plemenskih pradržavic. Eno od njih predstavlja sadanja Altamura.
L'Encyclopédie Pevkete  ločuje od drugega antičnega ljudstva z istim imenom (Peucetioi), ki je živelo v Liburniji na severu Jadranskega morja. Enciklopedija se sklicuje na Kalimahovo citiranje Plinija (H.N. III.21), ki pravi, da je njihovo ozemlje del Ilirije. Sodobna etnografija imeni obravnava kot sinonima.

## Gospodarstvo
Pevketsko gospodarstvo je temeljilo na živinoreji in rokodelstvu, kar je privedlo do razvoja kolovrata in tkanja volne. Pomembni so bili tudi stiki z grškimi kolonijami  v Veliki Grčiji, predvsem z Metapontom in Tarantom. Stike so potrdile najdbe kovancev in keramičnih vaz. 